# Vorderskopf
Le Vorderskopf est une montagne qui s’élève à 1 858 m d’altitude dans les Karwendel, en Autriche.